# Westfield Gateway
Westfield Gateway es un centro comercial techado localizado en Lincoln, Nebraska y propiedad del Grupo Westfield.

## Historia
El centro comercial abrió como en 1960 como el Centro de Compras Gateway, desarrollado por Bankers Life Insurance Company de Nebraska (ahora Ameritas Life Insurance Company) en las Calles 60 y O en los terrenos adyacentes a su sede. Anteriormente fue un centro comercial al aire libre con una tienda ancla Montgomery Ward y la tienda departamental Miller & Paine. 
Una expansión fue completada en 1971. Brandeis agregó una tienda por departamento, en la inusual ubicación junto a la tienda Miller & Paine (por lo general, las tiendas departamentales de los centros comerciales están localizadas a extremos distintos). Durante este proyecto se construyó la tienda Sears.
Una nueva ala fue construida cerca de la tienda departamental JCPenney que se construyó entre 1995 y 1996; Penney's había estado en un andén comercial detrás del centro comercial, en la cual al final se movió del centro de Lincoln. El primer centro comercial al aire libre, tenía construido su food court en el extremo sur del centro comercial. 
En la renovación de $45 millones de 2004-2005 se construyó un nuevo food court y un carrusel. El lugar donde se encontraba Montgomery Ward (estaba vacante en el 2000) volvió a ser usado por los restaurantes Steve and Barry's y Qdoba Mexican Grill.
Bankers Life vendió el centro comercial en 1985 a Jacobs Visconsi Jacobs (luego como el Grupo Jacobs). El Grupo Westfield compró el centro comercial en 2001.

## Anclas
- Dillard's (3 niveles, 158,806 pies cuadrados)
- Younkers (2 niveles, 101,760 pies cuadrados)
- Sears (2 niveles, 120,631 pies cuadrados)
- Steve & Barry's (2 niveles)
- JCPenney (2 niveles, 125,870 pies cuadrados)

## Antiguas anclas
- Miller & Paine (comprada por Dillard's in 1988)
- Brandeis (comprada por Younkers en 1987)
- Montgomery Ward (cerrada en 2000; reemplazada por Steve & Barry's)